# Andradina
Andradina ist eine Stadt im brasilianischen Bundesstaat São Paulo. 2022 lebten in Andradina nach offizieller Schätzung 59.783 Menschen auf 960 km².

## Geographie

### Distrikte
Die Gemeinde ist nicht in Distrikte unterteilt, es gibt nur den Hauptdistrikte.

## Geschichte
Die Gemeinde wurde 1938 durch Landesgesetz gegründet.

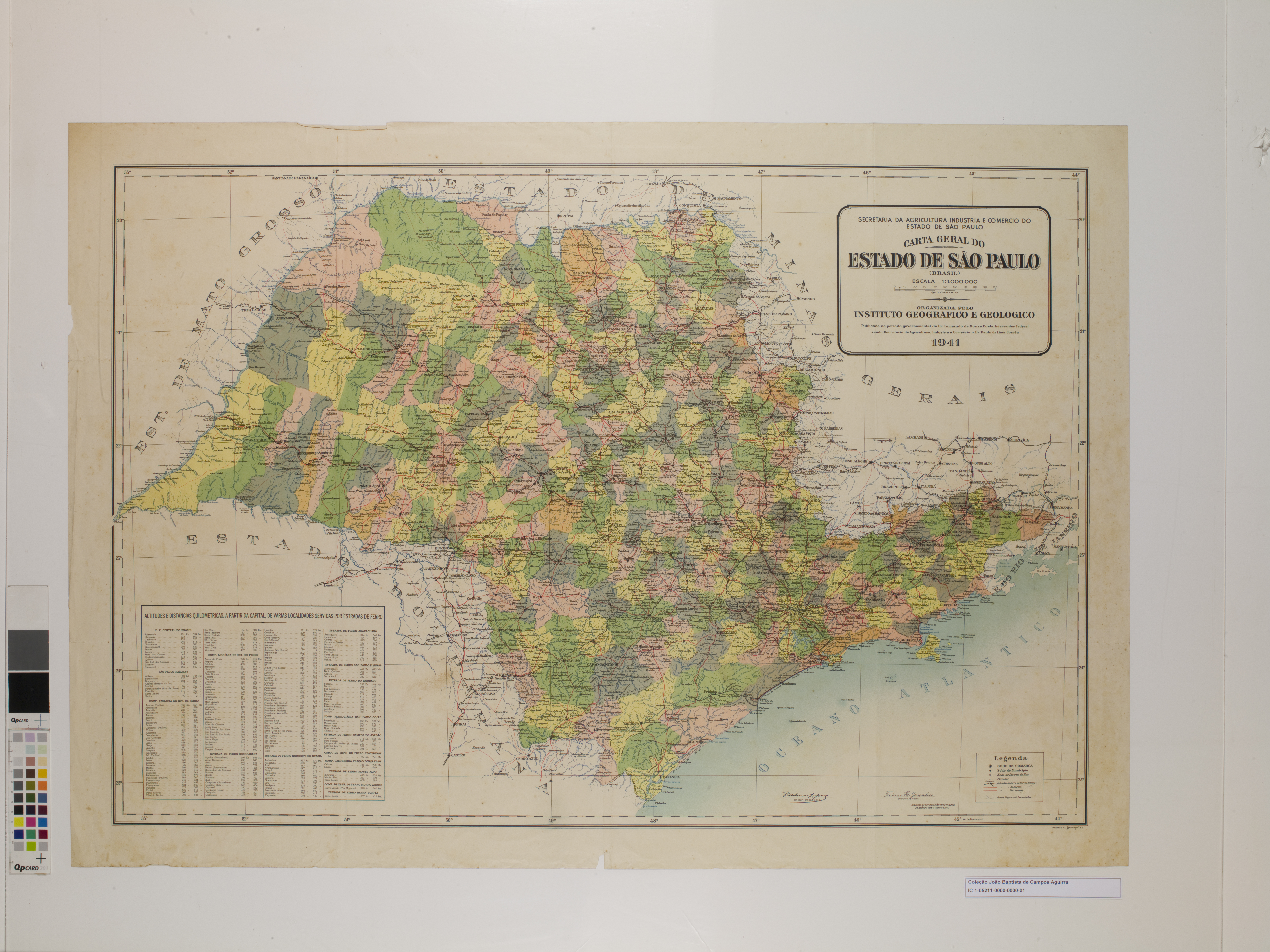
Karte des Bundesstaates São Paulo (1938).

## Bevölkerung
| Bevölkerungsentwicklung | Bevölkerungsentwicklung |
| Jahr                    | Bevölkerung             |
| ----------------------- | ----------------------- |
| 1940                    | 14.424                  |
| 1950                    | 48.783                  |
| 1960                    | 38.430                  |
| 1970                    | 51.688                  |
| 1980                    | 47.664                  |
| 1991                    | 52.409                  |
| 2000                    | 55.161                  |
| 2010                    | 55.334                  |
| 2022                    | 59.783                  |
| [ 4 ] [ 5 ] [ 6 ]       |                         |

## Religion
Das Christentum ist in der Stadt wie folgt vertreten:

### Römisch-katholische Kirche
Die römisch-katholische Gemeinde ist Teil des Bistums Araçatuba.

### Protestantische Kirche
In der Stadt gibt es die unterschiedlichsten evangelischen Glaubensrichtungen, hauptsächlich Pfingstler, darunter die brasilianischen Assemblies of God, die Christliche Kongregationalistische Kirche in Brasilien, und andere.

## Persönlichkeiten
- Carlos Silva (* 1962), römisch-katholischer Ordensgeistlicher, Weihbischof in São Paulo
- Ricardo Prado (* 1965), Schwimmer
- Valdeci Basílio da Silva (* 1972), Fußballspieler
- Edi Andradina (* 1974), Fußballspieler
- Adílson Ferreira de Souza (* 1978), Fußballspieler
- Gilberto Ribeiro Gonçalves (* 1980), Fußballspieler
- Márcio Richardes (* 1981), Fußballspieler
- Bruno Rodrigo (* 1985), Fußballspieler